# OXXO
Oxxo (estilizado como OXXO - pronúncia Óquisso) é uma rede de lojas de conveniência mexicana, fundada em 1978 e controlada pela empresa de bebidas FEMSA, por meio de sua subsidiária FEMSA Comércio. É a maior cadeia de lojas de conveniência sediada na América, possuindo mais de 20 mil lojas em toda o continente. A companhia é sediada em Monterrey, Nuevo León.
No México, é a terceira maior cadeia em número de vendas, depois da Soriana; sendo o principal cliente da FEMSA Cerveja, adquirindo aproximadamente 10% do volume nacional de cerveja em 2007. No continente americano, a Oxxo é uma das dez maiores cadeia comerciais em número de vendas.
Sua concorrência direta são as lojas Extra, 7-Eleven e Circle K.

## Formato
A cadeia foi fundada na cidade de Monterrey em 1977, segundo um plano da empresa para promover suas marcas da Cervecería Cuauhtémoc, de modo que a primeira de suas lojas só vendiam cerveja, lanches e cigarros. Dada a demanda do mercado, várias lojas foram sendo abertas na maioria das cidades.
O conceito comercial da OXXO está desenhado para abastecer as necessidades dos consumidores, oferecendo que suas lojas funcionem no horário de 24 horas, em muitos dos casos, assim como a facilidade de pagar os recibos de serviços domésticos nas lojas.
Por ser uma unidade comercial da FEMSA, comercializa exclusivamente marcas de cerveja como Sol, Tecate, Carta Blanca, Indio, XX lager, Bohemia, Superior, Casta e Noche Buena da Cervecería Cuauhtémoc, propriedade em co-inversão de Heineken e FEMSA. No início distribuía exclusivamente produtos da Coca-Cola Company, e marcas da Del Valle (Engarrafados pela Coca-Cola FEMSA); Porém, a partir de 2010 começou a comercializar refrigerantes da PepsiCo.

## Atuação no Brasil
A entrada da Oxxo no país já era um desejo antigo da FEMSA, explicitado em diversas ocasiões - pelo menos, desde o final da década de 2000 - em que estudos para a implantação da bandeira foram realizados. O entrave até então era a necessidade de uma análise aprofundada das particularidades do consumo do brasileiro, entre elas, a possível concorrência com padarias, que possuem ampla presença culturamente no ramo de proximidade no Brasil.
Em agosto de 2019, a FEMSA Comércio adquiriu 50% das ações da Raízen Conveniências, subsidiária do grupo Raízen - operadora dos postos Shell no Brasil - no setor de varejo de proximidade. A joint venture resultante da transação, denominada Grupo Nós, lançou a marca Oxxo no Brasil, inaugurando as primeiras lojas no país no final de 2020, na cidade de Campinas, no Estado de São Paulo. A atuação da marca - ao contrário dos outros países - não contempla postos de combustíveis, visto que lá se possui a exclusividade da bandeira Shell Select.